# Dejan Damjanović
Dejan Damjanović (in serbo Дејан Дамјановић?; Mostar, 27 luglio 1981) è un ex calciatore montenegrino, di ruolo attaccante.

## Palmarès

### Club
- Campionato sudcoreano: 3

Seoul: 2010, 2012, 2016

### Individuale
- Capocannoniere del campionato sudcoreano: 1

2012 (21 gol)